# Генерал от кавалерията
Генерал от кавалерията (на немски: General der Kavallerie) е висше военно звание в някои европейски армии през 18, 19 и 20 век.
Използва се в немските княжества Прусия, Бавария, Вюртемберг и Саксония, както и след обединението на Германия (1871) последователно в Германската империя, Ваймарската република и Третия райх.
Този генералски чин се прилага също в и Австро-Унгария, Великобритания, Русия, Испания и Япония, където има четири генералски звания (във възходящ ред):
- Генерал-майор,
- Генерал-лейтенант,
- Генерал от кавалерията, Генерал от пехотата, Генерал от артилерията
- Генерал-полковник.

По-късно във Вермахта са въведени и звания за генерали от други родове войски - танкови, авиация, парашутни, планински, снабдителски, свързочни и др.
Армейският генерал е наричан фелдмаршал, или в някои страни - само маршал.
Има и държави (Франция и Италия) само с три генералски звания, както само с две степени, като Белгия, Дания и Мексико.

## Българска армия
В Българската армия „генерал от кавалерията“ (генерал от конницата) е най-високото звание за конкретния род войски и се използва в периода 1897 - 1946 година, като до 1897 година съществува само званието „пълен“ генерал без да е включен рода войски. След 1946 година званието е приравнено на втората генералска степен генерал-лейтенант.
В историята българската армия има само двама офицери с този чин:
- Петър Марков (генерал от кавалерията от 1918 г.)
- Александър Кисьов (генерал от конницата от 1931 г.)